# Liste der Biografien/Jax
Liste der Biografien |
Portal Biografien |
Personensuche
# |
A |
B |
C |
D |
E |
F |
G |
H |
I |
J |
K |
L |
M |
N |
O |
P |
Q |
R |
S |
T |
U |
V |
W |
X |
Y |
Z |
?
 
Ja |
Jb |
Jd |
Je |
Jh |
Ji |
Jj |
Jl |
Jn |
Jm |
Jo |
Jp |
Jr |
Js |
Jt |
Ju |
Jv |
Jw |
Jy
 
Jaa |
Jab |
Jac |
Jad |
Jae |
Jaf |
Jag |
Jah |
Jai |
Jaj |
Jak |
Jal |
Jam |
Jan |
Jao |
Jap |
Jaq |
Jar |
Jas |
Jat |
Jau |
Jav |
Jaw |
Jax |
Jay |
Jaz

## Jax
Die Liste der Biografien führt alle Personen auf, die in der deutschsprachigen Wikipedia einen Artikel haben. Dieses ist eine Teilliste mit 12 Einträgen von Personen, deren Namen mit den Buchstaben „Jax“ beginnt.
- Jax (* 1996), US-amerikanische Sängerin
- Jax Jones (* 1987), englischer DJ
- Jax, Anton (1870–1932), österreichischer Wirtschaftsbesitzer und Politiker (CS), Landtagsabgeordneter
- Jax, Johann (1842–1937), österreichischer Unternehmer
- Jax, Karl (1885–1968), österreichischer Klassischer Philologe
- Jax, Kurt (* 1958), deutscher Biologe und Naturschutz-Wissenschaftler
- Jax, Mark, britischer Schauspieler
- Jax, Nia (* 1984), US-amerikanische WrestlerinNia Jax (* 1984)

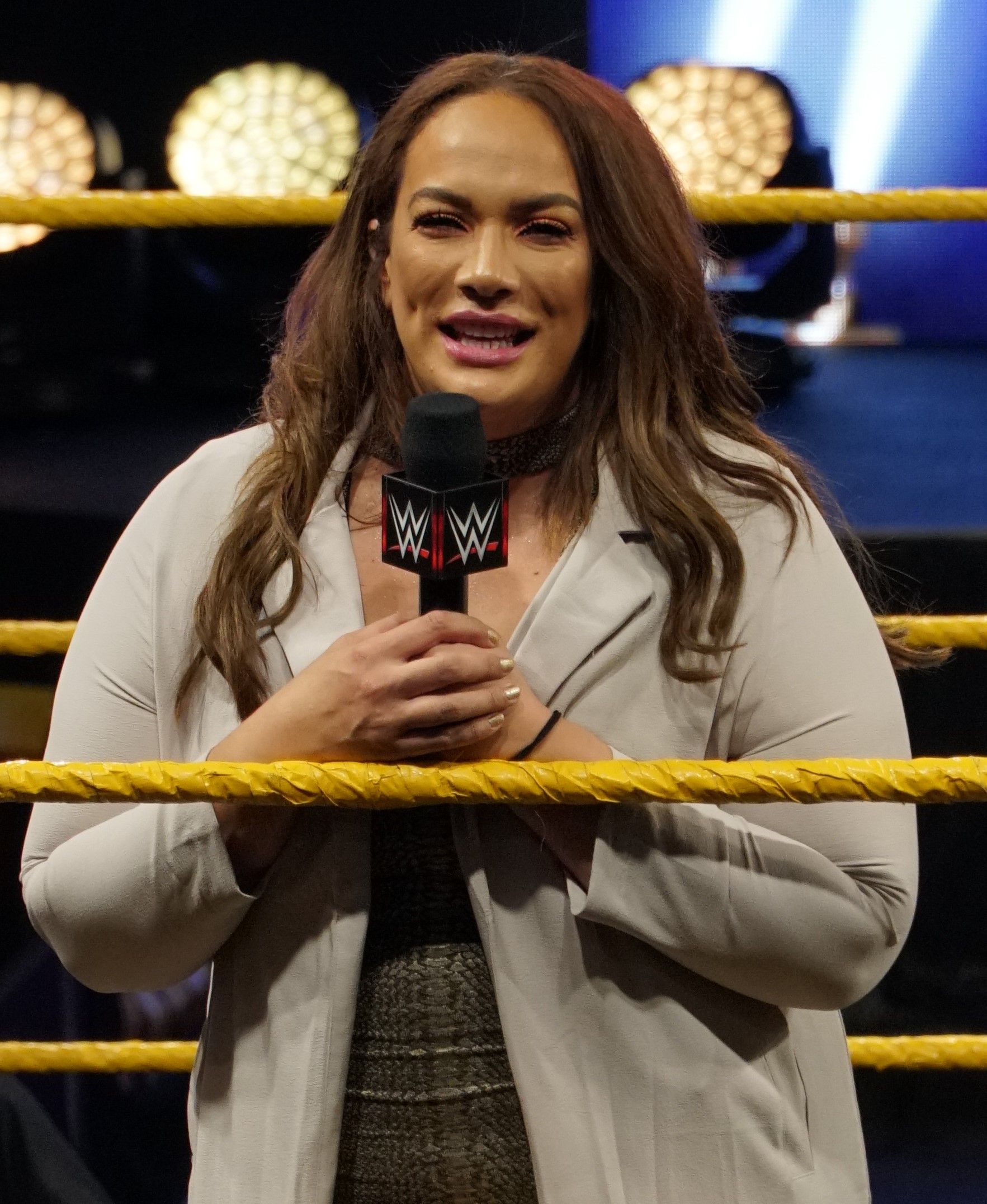
Nia Jax (* 1984)

### Jaxo
- Jaxomy (* 1995), deutscher DJ
- Jaxon (1941–2006), US-amerikanischer Comiczeichner
- Jaxon, Frankie (1897–1953), US-amerikanischer Jazzsänger

### Jaxy
- Jaxy, Constantin (* 1957), deutscher Zeichner und Maler